# Clathrodrillia orellana
Clathrodrillia orellana é uma espécie de gastrópode do gênero Clathrodrillia, pertencente à família Drilliidae.